# HD 21335
HD 21335，又名BD+18 484，SAO 93436、HR 1036，是一颗恒星，视星等为6.57，位于銀經166.64，銀緯-30.61，其B1900.0坐标为赤經3h 21m 20.6s，赤緯+18° -30.61′ 24″。